# Ашальчи Окі
Ашальчи́ Окі́ (удм. Ашальчи Оки; справжнє ім'я — Якилина Григорівна Векшина; 4 квітня 1898, село Кузебаєво — 31 жовтня 1973, село Алнаші) — перша удмуртська поетеса, лікар-окуліст, заслужений лікар Удмуртської АРСР (1958). Зазнала терору з боку Росії за звинуваченнями в «удмуртському націоналізмі».

## Біографія
Народилася в селянській сім'ї. Закінчила Центральну вотську школу в селі Карлиган (сучасна Марій-Ел). Працювала вчителькою. В 1919 році вступила спочатку на робітничого, а потім до медичного факультетів Казанського університету. Після закінчення вишу, в 1928 році, працювала лікарем в селах Юкаменське та Алнаші. Стажувалась в Одесі у відомого офтальмолога В. П. Філатова. В 1930-ті роки була заарештована за звинуваченням в удмуртському націоналізмі.
В роки Другої світової війни працювала фронтовим хірургом. Після демобілізації в 1946 році і до пенсії працювала лікарем Алнаської районної лікарні. 1957 отримала звання заслуженого лікаря Удмуртії, 1958 року — орден «Знак пошани».

## Творчість

Музей в селі Алнаші

Перші вірші та розповіді опублікувала в газеті «Виль синь» у 1918 році. В 1925 році при допомозі Кузебая Герда видала в Москві збірку віршів «Сюрес дурын» («Біля шляху»). В 1928 році в перекладі на російську мову К. Герда в місті Глазові вийшла книжка «О чём поёт вотячка» («Про що співа вотячка»). В літературній полеміці 1920-их років виступила на боці К. Герда. Написала спогади про студентські роки в Казані «Сылал-Соль» (1928). На удмуртську мову переклала вірші О. Пушкіна та Г. Гейне. В кінці 1920-их років відійшла від літературної творчості. Після 1956 року написала низку дитячих розповідей.
Для історії удмуртської літератури велику цінність мало її листування з удмуртськими письменниками. Вірші Ашальчи Окі перекладені французькою, угорською, російською (перекладав Кузебай Герд), комі-зирянською, фінською, марійською та іншими мовами. З 1994 року в Удмуртії започаткована літературна премія імені Ашальчи Окі.
Автор ліричних віршів, за формою близьких до фольклору (окремі навіть перетворилися на народні пісні). Вірші виражають традиційний світогляд удмуртської дівчини в фольклорному образі. Також писала для дітей. Ліриці Ашальчи Окі дана висока оцінка відомих вчених, поетів, громадських та політичних діячів, в тому числі К. Гердом, Т. Борисовим, Й. Наговіциним, А. Клабуковим, Жаном-Люком Моро (Париж), Раєю Бартенс (Гельсінки), П. Домокошем (Будапешт). Угорський поет із Трансільванії (Румунія) Шандор Кяняді написав баладу про Ашальчи і 1994 року здійснив мандрівку її рідними місцями в Удмуртії. В селі Алнаші працює будинок-музей.

### Твори
- «Сюрес дурын». Москва, 1925
- «О чём поет вотячка». Глазов, 1928
- «Мон тодам ваисько: Кылбуръёс». Ижевск, 1968
- «Тон юад мынэсьтым: Кылбуръёс, веросъёс, гожтэтъёс». Ижевск, 1978
- «Чыртывесь=Ожерелье: Кылбуръёс=Стихи». Ижевск, 1998